# H. Vigneron
Pour les articles homonymes, voir Vigneron (homonymie).
H. Vigneron est une société française fabricant des bicyclettes et des machines à coudre.
Ses ateliers étaient situés 104 et 106 rue Oberkampf à Paris, magasin 68 & 70 Boulevard de Sébastopol, Paris, France.